# Raja africana
Raja africana és una espècie de peix de la família dels raids i de l'ordre dels raïformes.

## Morfologia
- Els mascles poden assolir 80 cm de longitud total.[4][5]

## Reproducció
És ovípar.

## Alimentació
Menja crustacis i peixos.

## Hàbitat
És un peix marí, de clima subtropical (38°N-17°N) i demersal que viu entre 50–400 m de fondària.

## Distribució geogràfica
Es troba a l'oceà Atlàntic oriental: Tunísia i Mauritània.

## Observacions
És inofensiu per als humans.